# Maruthinagar, Mundargi
Maruthinagar là một làng thuộc tehsil Mundargi, huyện Gadag, bang Karnataka, Ấn Độ.